# シェイク・ティベルギアン
シェイク・ティベルギアン（Cheikh Tiberghien、2000年1月8日 - ）は、フランスのラグビーユニオン選手。トップ14のバイヨンヌ（アヴィロン・バイヨネ）に所属している。

## 経歴
フランスのバイヨンヌ生まれ。15歳で サッカーからラグビーに転身し、バイヨンヌのアカデミーに加入した。
2019年・2020年、U20フランス代表としてU20シックス・ネーションズに出場。
2019年、ASMクレルモンに加入。
2023年、バイヨンヌに移籍した。
2025年、フランス代表のニュージーランド遠征メンバーに選ばれた。